# Adrià Giner Pedrosa
Adrià Giner Pedrosa (Barcelona, 2 de juny de 1998) és un futbolista professional català que juga com a lateral esquerre pel Sevilla FC de la La Liga.

## Carrera esportiva
Es va unir a les categories inferiors del RCD Espanyol el 2014, provinent de l'EF Gavà. Va fer el seu debut com a professional amb l'equip B el 16 d'abril de 2017, començant de titular en un 1 a 1 fora de casa contra el RCD Mallorca B (a Segona Divisió B).
Pedrosa va ser pujat al segon equip definitivament el juliol de 2017, després del descens de 2016–17, i va marcar el seu primer gol com a professional el 10 de setembre d'aquest any; marcant el segon del seu equip en una victòria a casa 3 a 2 contra l'UE Sant Andreu. Va debutar amb el primer equip l'1 de novembre de 2018, començant de titular en una derrota fora de casa 1 a 2 contra el Cadis CF, a la Copa del Rei de 2018–19.
Pedrosa va fer el seu debut a La Liga el 16 de desembre de 2018, jugant els 90 minuts en una derrota 1 a 3 contra el Reial Betis. El 13 d'abril marcaria el seu primer gol a la categoria, obrint el marcador en una victòria 2 a 1 contra el Deportivo Alavés.
El 22 de maig de 2019, Pedrosa va signar un nou contracte amb el conjunt perico fins al 2023, sent pujat definitivament al planter de primera.
El juliol del 2023, un cop finalitzat els seu contracte amb el RCD Espanyol, va signar pel Sevilla FC.